# Kirby (Wyoming)
Kirby es un pueblo en el Condado de Hot Springs en Wyoming, Estados Unidos. La población fue de 57 habitantes en el censo del 2000.

## Geografía
Kirby se ubica en las coordenadas 43°48′11″N 108°10′49″O / 43.80306, -108.18028. Según el United States Census Bureau, la ciudad tiene un área total de 0,3 km ², todos terrestres.

## Demografía
Según el censo del 2000, había 57 personas, 29 hogares , y 14 familias que residían en la ciudad. La densidad de población era de 200.1/km ². La composición racial de la ciudad era:
- 94.74% Blancos
- 3.51% Asiáticos
- 1.75% De dos o más razas
- 7,02% Hispanos o latinos

Había 29 hogares de los cuales un 17,2% tenían niños menores de 18 años que vivían con ellos, el 37,9% son parejas casadas que viven juntas, un 6.9% tenían un cabeza de familia femenino sin presencia del marido y un 48.3% eran no-familias. El 17.2% tenían a alguna persona anciana de 65 años de edad o más. 
En la ciudad la separación poblacional era con un 17.5% menores de 18 años, el 5,3% de 18 a 24, un 24.6% de 25 a 44, el 40.4% de 45 a 64, y el 12,3% tenían más de 65 años de edad o más. La edad media fue de 46 años. Por cada 100 hembras había 78.1 varones. Por cada 100 mujeres mayores de 18 años, había 62,1 hombres. 
El ingreso medio para una casa en la ciudad era de $ 18.750, y la renta mediana para una familia era de $ 43.125. Los varones tenían una renta mediana de $ 18.750 frente a los 30.417 dólares para las hembras. El ingreso per cápita para la ciudad era de $ 19.137. Hubo un 18,2% de las familias y el 12,2% de la población que vivía por debajo del umbral de la pobreza, incluyendo un 50,0% de las personas mayores de 64 años. 

## Educación
La educación pública en la ciudad de Kirby esta suministrada por la escuela elemental de Ralph Witters # 1. Las escuelas en el distrito incluyen:
- Escuela Primaria Ralph Witters
- Thermopolis Middle School
- Hot Springs County High School